# Mania (film 1974)
Mania è un film del 1974, diretto da Renato Polselli.

## Trama
Il professor Brecht trascura sua moglie Lisa per la scienza. La donna istaura una relazione con il fratello del marito, Germano. Scoperto l'adulterio, lo sposo decide di vendicarsi e attuare una vendetta sanguinolenta.

## Produzione
Sviluppato con il titolo provvisorio di Terrore mania, è una pellicola che è stata realizzata con un budget ridotto.
Sebbene i titoli di coda affermino che gli interni furono ricreati nei Cave Film Studio di Roma, il film è stato, in realtà, quasi interamente filmato nella casa di Isarco Ravaioli.
La maggior parte del cast è composta da attori non professionisti.
Stando al sito Internet Movie Database, la trama si rifà alla precedente opera di Polselli, La verità secondo Satana.

## Distribuzione
Il film venne distribuito in pochi cinema italiani, il 24 agosto 1974.
Per molto tempo, è stato ritenuto un lungometraggio perduto. É riemersa, in seguito, una copia, conservata presso la cineteca di Roma.

## Accoglienza
La rivista Nocturno, specializzata nel cinema italiano, considera la pellicola come un'opera bizzarra e la più trasgressiva della filmografia del regista.
Il critico Paolo Mereghetti sostiene che sia un «delirio psichedelico», soffermandosi sulle luci atipiche e sulle musiche di Cannone.